# サーバント
サーバント (servent) は、ピュアP2Pなどのネットワーク・ノードが対等なコンピュータネットワークで、サーバとクライアントを兼ねるシステムのこと。ネットワーク・ノードを指す場合と、アプリケーション・ソフトウェアを指す場合がある。
「サーバント」は、サーバ (server) とクライアント (client) のかばん語で、使用人・召使いを意味するサーバント (servant) と同じ発音である。稀にサーベントとも言う。
代表的なサーバント・ソフトにはGnutellaがある。